# Grottes de Presque
Les grottes de Presque sont un ensemble de grottes situées à Saint-Médard-de-Presque dans le Lot en Midi-Pyrénées, région Occitanie.

## Situation géographique

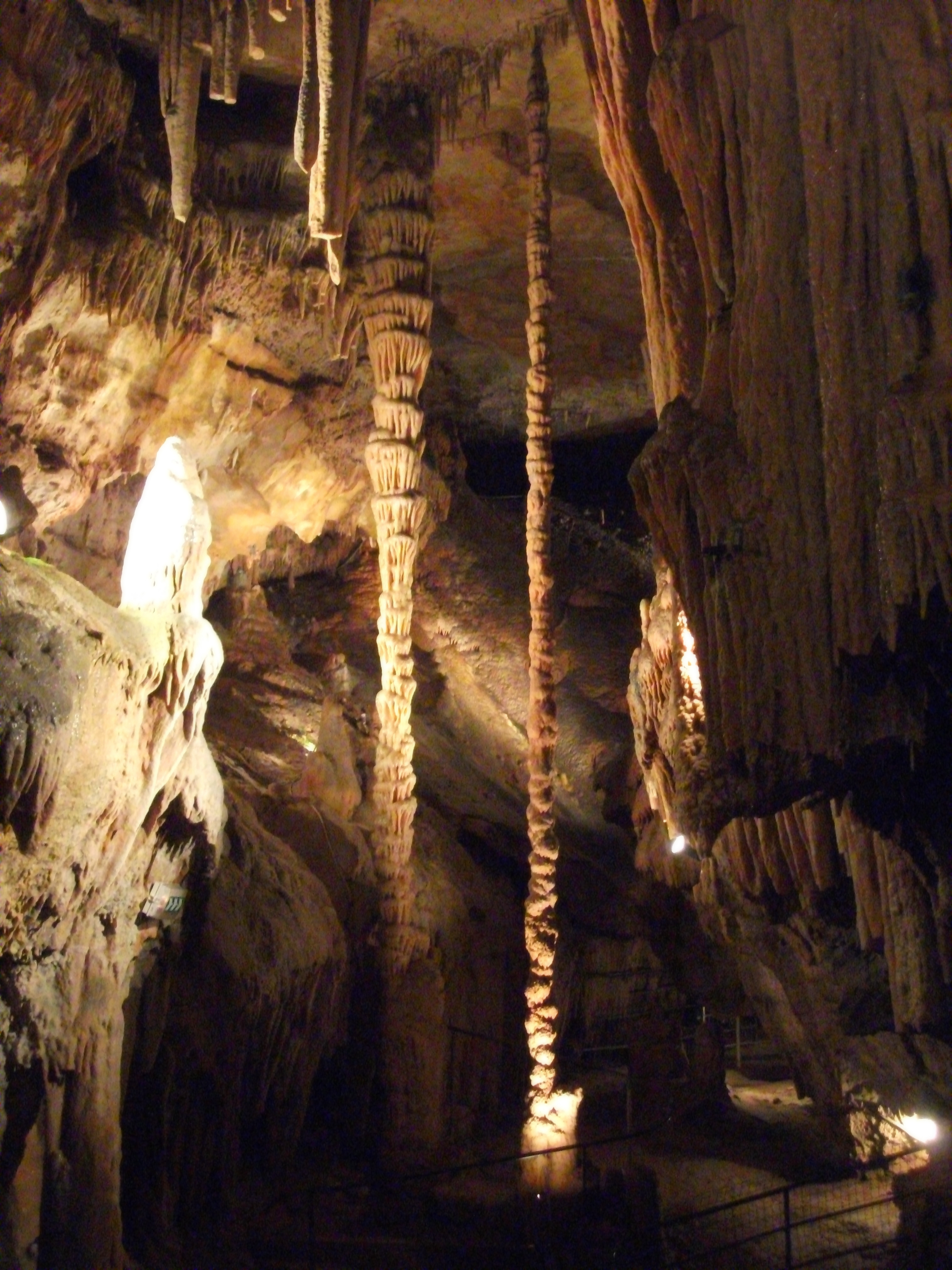
Les cierges

Les grottes de Presque se situent à Saint-Médard-de-Presque, en région Occitanie dans le terroir du Haut-Quercy, à 5 kilomètres de Saint-Céré, sur la route 673 menant à Padirac et Rocamadour.

## Histoire
Découvertes en 1825 lors de la construction de la route qui passe devant l’entrée, les grottes de Presque furent aménagées à partir de 1922. Ouvertes au public. 
Les concrétions et leurs couleurs naturelles se composent de calcite, de fer, de manganèse, de cuivre et de glaise. On y trouve de nombreuses colonnes, dont « Les cierges ». Des draperies de 1 à 4 mètres pendent le long des parois d'un rocher qui surplombe le vide. Chaque salle est éclairée par de simples lampes blanches. 
La grotte accueille environ 35 000 visiteurs chaque année.

## Recherches et découvertes

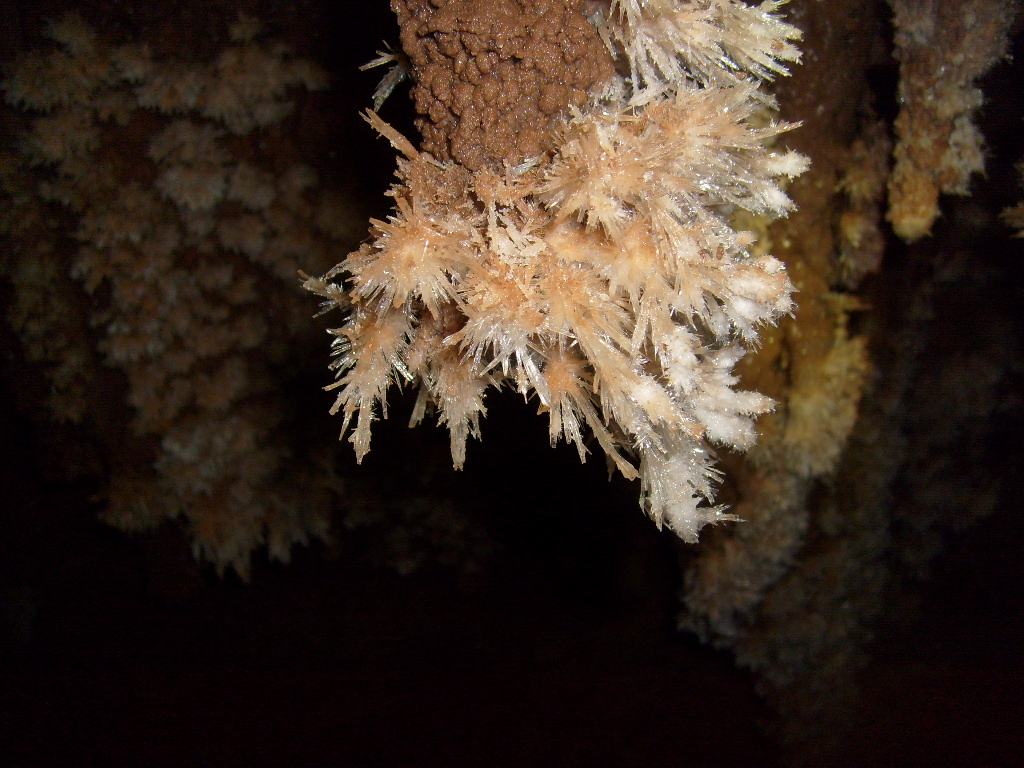
Aragonites

En 1953, les premiers travaux de recherche furent entrepris au ras du sol pour tenter de retrouver un conduit de rivière souterraine. Mais après quelques mètres seulement, ces travaux furent abandonnés par suite de craintes d'éboulement de terrain. En 1970, de nouveaux travaux furent entrepris, cette fois-ci, en élargissant un petit conduit existant situé proche de la  voûte. Ces travaux furent suspendus jusqu’en 1985 où ils reprirent lentement, en moyenne une à deux fois par an.
En 1998 fut alors découverte une première salle baptisée par les spéléologues « La salle de l'étoile », contenant de très belles concrétions (fistuleuses, stalactites, stalagmites). En 2003, motivés par un courant d'air régulier, les spéléologues entreprirent de creuser plus loin avec une prospection plus régulière à partir de 2007.
Après quelques mètres creusés difficilement dans la glaise, une petite découverte laissait sombrement percevoir 2 à 3 mètres de profondeur derrière quelques petites formations...
Le 4 mai 2011, les spéléologues aboutirent à la découverte d'un conduit de rivière, une cavité de près de 200 mètres encore inexplorée, contenant de nouvelles concrétions.
Cette découverte fut explorée le 14 mai 2011, en présence de tous les membres du Spéléo-club de Saint-Céré. Les principales richesses de cette cavité sont les aragonites et les formations de choux-fleurs. On trouve également des gours et des micro-gours, excentriques, fistuleuses, monolithes, stalactites, stalagmites ainsi que des anti-stalagmites.